# Fabrice Levet
Fabrice Levet (Toulouse, 19 de noviembre de 1959) es un deportista francés que compitió en vela en la clase Soling.
Ganó una medalla de oro en el Campeonato Mundial de Soling de 1990 y una medalla de oro en el Campeonato Europeo de Soling de 1990.

## Palmarés internacional
| \| Campeonato Mundial \| Campeonato Mundial \| Campeonato Mundial \| Campeonato Mundial \| \| Año \| Lugar \| Medalla \| Clase \| \| ------------------ \| ------------------------ \| ------------------ \| ------------------ \| \| 1990 \| Medemblik (Países Bajos) \| Medalla de oro \| Soling \| \| Campeonato Europeo \| \| \| \| \| Año \| Lugar \| Medalla \| Clase \| \| 1990 \| Prien (RFA) \| Medalla de oro \| Soling \| |                          |                |        |
| Campeonato Mundial |                          |                |        |
| Año | Lugar                    | Medalla        | Clase  |
| 1990 | Medemblik (Países Bajos) | Medalla de oro | Soling |
| Campeonato Europeo |                          |                |        |
| Año | Lugar                    | Medalla        | Clase  |
| 1990 | Prien (RFA)              | Medalla de oro | Soling |